# Just Like That (песня)
«Just Like That» — песня шведской группы ABBA. Она стала одной из последних, записанных участниками коллектива вместе, и примечательна тем, что до сих пор официально не была выпущена в полном объёме. Композиция, ведущий вокал в которой принадлежит Агнете Фельтског и бэк-вокал — Анни-Фрид Лингстад, по сей день вызывает немалый интерес у поклонников группы.

## История создания
«Just Like That» первоначально была написана Бенни Андерссоном и Бьорном Ульвеусом в мае 1982 года, и первые записи начались в том же месяце. Предполагалось, что данная композиция, наряду с некоторыми другими, войдёт в новый студийный альбом группы. Однако качество материала не устроило группу, и о «Just Like That» забыли.
Во время сессий в конце весны-начале лета 1982 года ABBA часто посещали журналисты, и поэтому о работе над новыми вещами стало известно. В печати мелькали два названия: «Just Like That» and «I Am the City». Они были упомянуты в официальном пресс-релизе Polar Music за лето 1982 года: согласно публикации, песни были завершены и готовы к включению на очередной альбом. Однако на самом деле ни нового альбома, ни выпуска «Just Like That» так и не последовало.
Результатом последних студийных сессий группы стали четыре песни, включённые на сборник The Singles: The First Ten Years и выпущенные как синглы в октябре и декабре 1982 года соответственно: «The Day Before You Came»/«Cassandra», and «Under Attack»/«You Owe Me One».
Тем не менее, некоторые записи из числа вышеперечисленных начали циркулировать в 1980-х в фанатской среде на бутлегах. Долгое время ходили слухи о том, что их источником является кассета, якобы украденная вместе с машиной Бьорна Ульвеуса, и позже он через Карла Магнуса Пальма подтвердил, что это действительно так. Другой трек, «I Am the City», был помещён в сборник 1993 года More ABBA Gold: More ABBA Hits.
В 1994 году Бенни Андерссон и Бьорн Ульвеус позволили включить 2-минутный отрезок «Just Like That» в попурри ABBA Undeleted, составленное Майклом Третовом для бокс-сета Thank You for the Music. Публикация отрывка дала фанатам надежду полагать, что вскоре песня будет выпущена полностью в оригинальной версии, но эти надежды, по заявлению Пальма, беспочвенны.

## Известные версии в исполнении ABBA
В распоряжение бутлегеров попали как минимум три различные версии песни. Однако есть основания полагать, что их было несколько больше:
- Первые два микса были записаны 4 мая 1982 года. Один из них, длительностью в 5 минут, иногда называют «оригинальной» версией. Особенностью этой записи считается наличие простых инструментальных вставок между куплетами и припевами, что создаёт ощущение некоторой «недоделанности» композиции. Однако именно в ней встречается гитарный рифф, впоследствии использованный в песне «Under Attack» (на словах: «Don’t know how to take it/don’t know where to go/my resistance running low…»).
- Участники группы вернулись к работе после сессий, посвящённых «I Am The City», и небольшого перерыва, 28 мая 1982 года. В этот день были записаны ещё два микса, включая так называемую «на-на-на»-версию. Её основное отличие от «оригинальной» состоит в вокализе Агнеты поверх инструментальных партий между частями песни.
- 2 июня 1982 года Бенни и Бьорн предприняли последнюю попытку исправить положение, пригласив известного саксофониста Рафаэля Рэйвенскрофта для записи духовых партий. Сессии начала июня дали так называемую «саксофонную» версию песни, ставшую окончательной. Она характеризуется значительным изменением мелодии, утяжелёнными басами, а также заменой инструментальных вставок длительными саксофонными риффами.

По окончании работы над «саксофонной» версией «Just Like That» была оценена Бенни и Бьорном неудовлетворительно, поэтому песня так и не была выпущена.

## Кавер-версии

### Версия Gemini
В 1984 году, уже после распада группы ABBA, Андерссон и Ульвеус снова обратились к «Just Like That»: им потребовался материал как для их нового продюсерского проекта, группы Gemini, так и для мюзикла «Шахматы». Они решили переработать и мелодию, и текст. Результатом работы стали две песни.
Первая, сохранившая название и припев исходника, была исполнена шведским дуэтом Gemini. Эта версия «Just Like That» в 1986 году вышла в качестве сингла с песней «Live On The Love» в качестве второй стороны. География релиза представлена Соединённым Королевством, Испанией, Германией, Италией, Нидерландами. На песню также был снят музыкальный клип.
Вторая часть стала основой для инструментальной демозаписи «When The Waves Roll Out To Sea» с вокалом Элейн Пейдж, которая использовалась как рабочий материал к мюзиклу «Шахматы», но опять-таки не вышла в свет. Тем не менее, бутлег-записи вскоре начали циркулировать в фанатской среде; сейчас их можно найти в Интернете.

### Другие
- Трибьют-группа Björn Again записала свою версию песни.